# Jaz Martin
Jaz Martin (* in Pontefract, Yorkshire, England) ist ein britischer Schauspieler.

## Leben
Martin wurde in Pontefract geboren. Er hat irische, englische und italienische Vorfahren. Ab 2002 besuchte er die University of Sunderland, an der er Radio- und Fernsehproduktion studierte. 2005 schloss er sein Studium mit dem Bachelor of Arts ab. Zwischen 2007 und 2009 studierte er Schauspiel und Theaterschauspiel ebenfalls an der University of Sunderland, die er mit einem Bachelor of Arts Abschluss beendete. Danach gründete er eine Wand- und Bodenfliesenfirma. Über einen Agenten und eine United States Permanent Resident Card fand er 2011 den Weg in die USA.
Dort spielte Martin in zwei Episoden der Fernsehserie Talent: The Casting Call mit, ehe er im selben Jahr die männliche Hauptrolle des Rick Merchant im Actionfilm 200 MPH verkörperte. Außerdem war er in einer Episode der Fernsehserie Navy CIS: L.A. zu sehen und hatte Besetzungen im Fernsehfilm Home Game und im Kurzfilm Breathe inne. 2014 stellte er in insgesamt drei Episoden der Fernsehserie Emmerdale die Rolle des Brad dar. Nach wiederkehrenden Rollenbesetzungen in den Fernsehserien Last Tango in Halifax und After Hours nahm er ab 2017 bis einschließlich 2022 Abstand vom Filmschauspiel und wirkte erst wieder 2023 im Kurzfilm Night Terror in einer Filmproduktion mit.

## Filmografie (Auswahl)
- 2011: Talent: The Casting Call (Fernsehserie, 2 Episoden)
- 2011: 200 MPH (200 M.P.H.)
- 2011: Navy CIS: L.A. (NCIS: Los Angeles, Fernsehserie, Episode 3x11)
- 2011: Home Game (Fernsehfilm)
- 2011: Breathe (Kurzfilm)
- 2012: I Will Follow You Into the Dark
- 2014: Emmerdale (Fernsehserie, 3 Episoden)
- 2015: Last Tango in Halifax (Fernsehserie, 2 Episoden)
- 2015: The Shattering
- 2015: After Hours (Fernsehserie, 3 Episoden)
- 2016: The Royals (Fernsehserie, Episode 2x10)
- 2023: Night Terror (Kurzfilm)